# Batalla de Pork Chop Hill
Las Batallas de Pork Chop Hill comprenden un par de batallas de infantería relacionadas con la Guerra de Corea durante abril y julio de 1953. Se libraron mientras el Comando de las Naciones Unidas y los chinos y norcoreanos negociaban el Acuerdo de Armisticio de Corea. La batalla fue polémica en Estados Unidos debido a la gran cantidad de soldados muertos por terrenos sin valor estratégico o táctico, aunque los chinos perdieron muchas veces el número de soldados estadounidenses muertos y heridos. La ONU, apoyada principalmente por Estados Unidos, ganó la primera batalla cuando los chinos rompieron el contacto y se retiraron después de dos días de enfrentamientos. La segunda batalla involucró a muchas más tropas en ambos lados y fue duramente disputada durante cinco días antes de que las fuerzas de la ONU cedieran la colina a las fuerzas chinas al retirarse detrás de la línea principal de batalla.
La colina de 300 metros (984 pies) de altura, que recibió ese nombre porque su forma topográfica se asemejaba vagamente a una chuleta de cerdo, [2] fue tomada por primera vez por el 8.º Regimiento de Caballería de Estados Unidos en octubre de 1951. [3] Fue tomada de nuevo en mayo de 1952 por la I Compañía del 180.º Regimiento de Infantería de Estados Unidos. El 1.º Batallón del 21.º Regimiento Tailandés adjunto a la 2.ª División de Infantería de EE. UU. defendió la posición en noviembre de 1952. A partir del 29 de diciembre de 1952, pasó a formar parte del sector defensivo de la 7.ª División de Infantería de EE. UU. Pork Chop Hill se encontraba entre varios puestos de avanzada en las colinas a lo largo de la Línea principal de resistencia de la ONU (MLR) que fueron defendidos por una sola compañía o pelotón ubicado en búnkeres con sacos de arena conectados con trincheras.

## Segunda Batalla
En la noche del 6 de julio, utilizando tácticas idénticas a las del asalto de abril, el PVA volvió a atacar a Pork Chop. La colina estaba ahora en manos de la Compañía A, 17.º de Infantería, bajo el mando temporal del 1.º Teniente Alton Jr. McElfresh, su oficial ejecutivo. La Compañía B del mismo regimiento, en reserva lista detrás de la Colina 200 adyacente, recibió la orden de ayudar de inmediato, pero en una hora, la Compañía A informó de un combate cuerpo a cuerpo en las trincheras. Se estaba gestando una batalla importante y el cuartel general de la división ordenó el ascenso de una tercera empresa. La batalla se libró bajo una persistente lluvia monzónica durante los primeros tres días, lo que dificultó el reabastecimiento y la evacuación de las víctimas. La batalla es notable por el uso extensivo de blindados en ambas misiones.
Tanto el 9 como el 10 de julio, las dos partes atacaron y contraatacaron. Una gran parte de ambas divisiones PVA se comprometieron a la batalla, y finalmente cinco batallones de los Regimientos de Infantería 17 y 32 se involucraron, haciendo nueve contraataques durante cuatro días. En la mañana del 11 de julio, el comandante del I Cuerpo de EE. UU. Decidió abandonar Pork Chop Hill al PVA y la 7.ª División se retiró bajo el fuego.